# Malagamastax
Malagamastax is een geslacht van rechtvleugeligen uit de familie Euschmidtiidae. De wetenschappelijke naam van dit geslacht is voor het eerst geldig gepubliceerd in 1964 door Descamps.

## Soorten
Het geslacht Malagamastax omvat de volgende soorten:
- Malagamastax dubiosa Descamps, 1971
- Malagamastax spinulosa Descamps, 1964